# Castillo de Quel
El castillo de Quel es una fortaleza construida en el año 1470. Está ubicado en Quel, La Rioja, España.

## Localización
Se sitúa en un cerro de suaves laderas por el norte y escarpado por el sur. Cuenta con unos 100 metros de altura, desde donde se podía vigilar y comunicarse con otras fortalezas como el castillo de Autol y el castillo de Arnedo. Este cerro les permitía a los habitantes del castillo en caso de ataque, solo podría ser por tres lados.
El 17 de noviembre de 1971 la Delegación de Hacienda en Logroño los subastó, siendo adquiridos por 19.350 pesetas por unos empresarios que querían desarrollar proyectos turísticos que finalmente no se ejecutaron.

## Composición
El castillo de Quel se compone de dos partes:

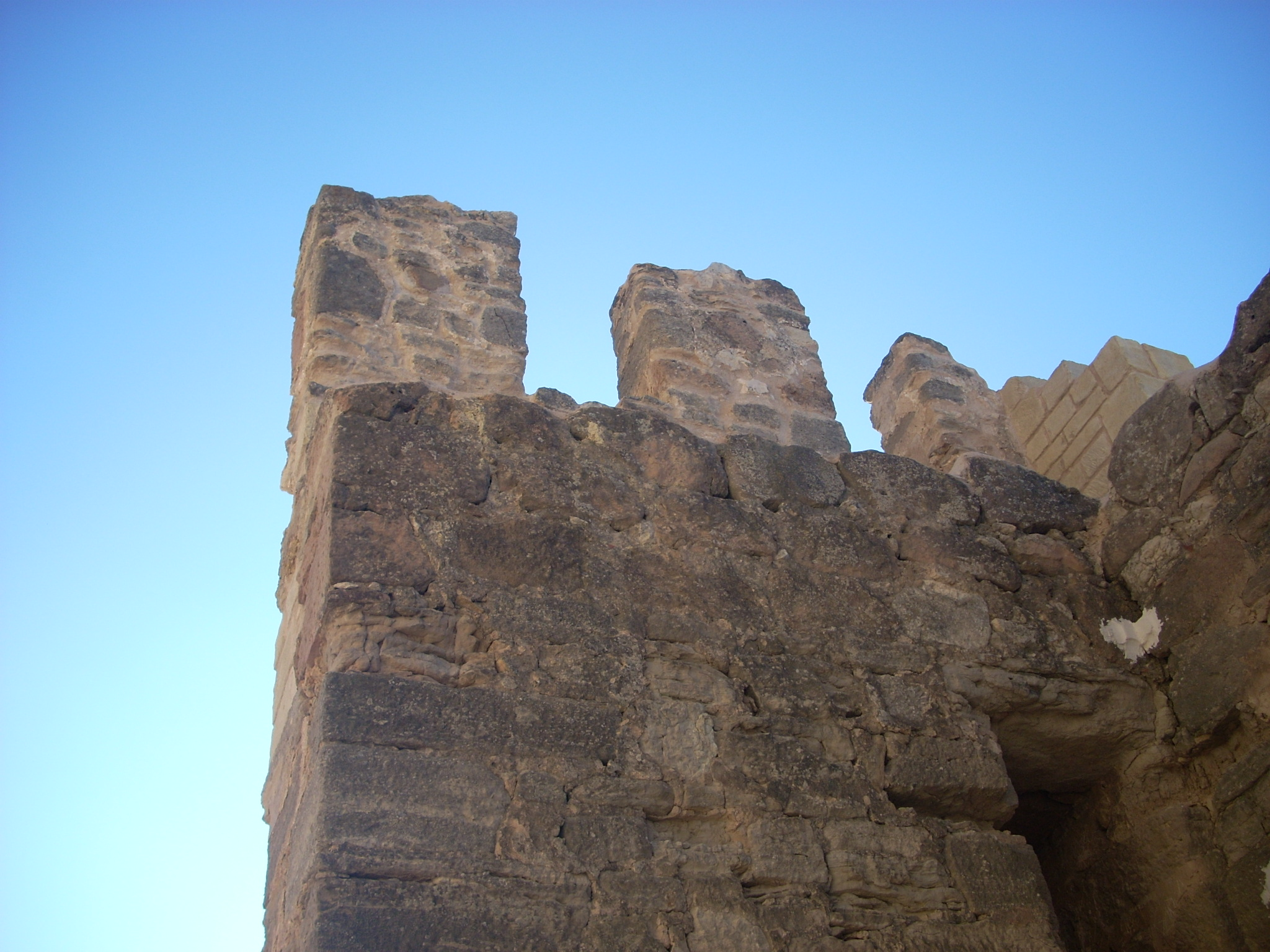
Muralla.

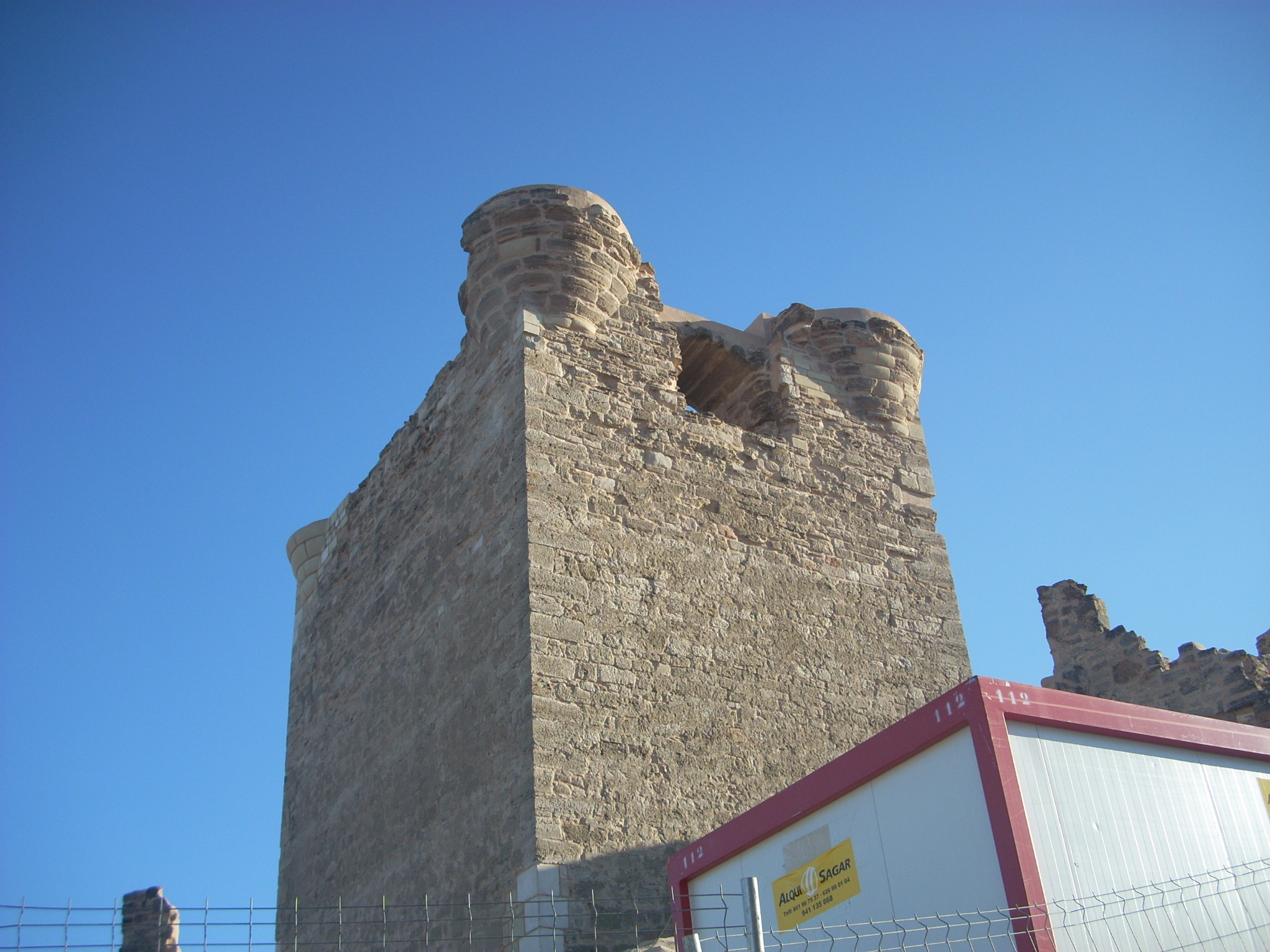
Torre principal.

- la torre principal
- la muralla.